# جنوب شرق آسيا البري

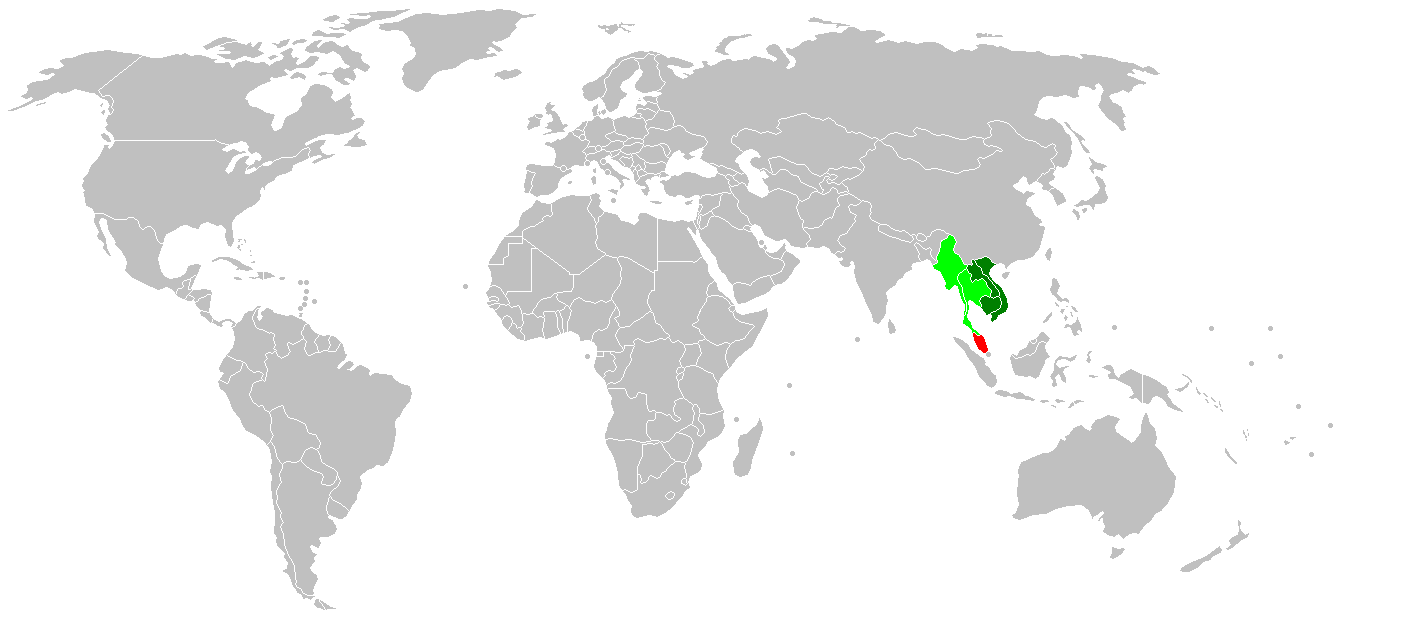
الأخضر الداكن يبين دول التأثر الكبير بالهند والصين، الأخضر الفاتح يبين دول التأثر بدرجة متوسطة، اللون الأحمر يبين دول التأثر بدرجة قليلة

الهند الصينية أو شبه الجزيرة الهندية الصينية (بالفرنسية: Indochine)؛ (بالإنجليزية: Indochina, Indo-China, Indochinese Peninsula) هي شبه جزيرة في الركن الجنوبي الشرقي لقارة آسيا، تقع في منطقة قريبة قليلاً من شرق جمهورية الهند وجنوب جمهورية الصين الشعبية، وهي متأثّرة بثقافتي البلدين، ومن ذلك جاء الاسم. بشكل محدّد فيتنام وحدها لها تأثير صيني، وكمبوديا ولاوس وميانمار وتايلاند لهم تأثير هندي.
الاسم ذو جذور فرنسية وهو مزيج من اسمي الهند والصين للإشارة إلى الأراضي التي تقع بين هذين البلدين على الرغم من أن غالبية السكان في المنطقة ليسوا صينيين ولا هنوداً وكان الفرنسيون يطلقون على هذه المنطقة اسم (Indochine) عندما كان المستعمرون الفرنسيون يحتلون فيتنام متجهين لتوسيع أراضيهم إلى البلدان المجاورة ويستخدم هذا المصطلح أيضا في الجغرافيا.
تاريخياً تلقت بلدان شبه الجزيرة الهندية الصينية التأثير الثقافي من الصين والهند عن طريق البر ولكن هذا التأثير كان بدرجات متفاوتة، فقد تأثرت كمبوديا ولاوس وميانمار وتايلاند بالثقافة الهندية أكثر من تأثرها بالثقافة الصينية، في حين كانت فيتنام وحدها تتأثر بدرجة كبيرة بالثقافة الصينية أكثر مما تأثرت به من الثقافة الهندية وذلك بسبب غزو حضارة تشامبا الصينية لفيتنام أثناء توسعها جنوباً.
وكانت ماليزيا وسنغافورة تتأثر بشكل قوي بالثقافة الهندية تلتها فيما بعد الثقافة الإسلامية التي سادت على المنطقة في فترة من الفترات، وفي الوقت الحالي أصبحت الثقافة الصينية ذات تأثير قوي وكبير بعد هجرة أعداد كبيرة من الصينيين لهذين البلدين وخاصة سنغافورة. واليوم وكما هو واضح فإن معظم هذه البلدان أصبحت تحت تأثير الثقافة الغربية التي بدأت خلال الاستعمار الغربي لبلدان في جنوب شرق آسيا.
تشمل الهند الصينية أراضي البلدان التالية:
- المعنى الدقيق: مستعمرات شبه جزيرة الهند الصينية الفرنسية السابقة، وهي:
  -  كمبوديا.
  -  لاوس.
  -  فيتنام.
- المعنى الأوسع: مناطق أعم من جنوب شرق آسيا (ثلاثة منها كانت مستعمرات بريطانية باستثناء تايلاند)، وهي:
  -  ماليزيا.
  -  ميانمار («بورما» سابقاً في الهند البريطانية، حتى عام 1947).
  -  تايلاند («سيام» سابقاً).
  -  سنغافورة.

الديانة الرئيسية في هذه المنطقة هي البوذية ومنها تيرافادا وهينايانا. كما أن الطائفة البوذية ماهايانا سائدة في فيتنام، بينما ماليزيا متعددة الأديان، مع كون الإسلام الدين الرئيسي، بالإضافة إلى البوذية، والهندوسية، والمسيحية تعتبر أقلّيات رئيسية بها.